# ضد كل الأعداء (رواية)
ضد كل الأعداء (بالإنجليزية: Against All Enemies)‏ هي رواية إثارة وجاسوسية للكاتب الأمريكي توم كلانسي بالاشتراك مع بيتر تيليب، ونشرت في 14 يونيو 2011. 
ظهر الكتاب في المرتبة الأولى في قائمة أفضل الكتب مبيعًا في نيويورك تايمز.

## القصة
تدور الأحداث حول شخصية ماكس مور، وهو ضابط العمليات شبه العسكرية السابق في البحرية الأمريكية ووكالة المخابرات المركزية،، حيث تم تكليفه من قبل فرقة عمل مشتركة حكومية لإسقاط كارتل المخدرات المكسيكية ومنع إرهابيي طالبان من القيام بهجمات في الولايات المتحدة.